# سیسیلیا ریس
سیسیلیا رِیِس (به انگلیسی: Cecilia Reyes) یک شخصیت خیالی در کتاب‌های کامیک آمریکایی منتشر شده توسط مارول کامیکس است. این شخصیت توسط نویسنده اسکات لوبدل و طراح کارلوس پاچکو خلق شده‌است؛ که برای نخستین بار، در شمارهٔ ۱ از دومین نسخه مجموعه کمیک‌های مردان ایکس: میراث (ژوئن ۱۹۹۷) معرفی شد.
سیسیلیا اهل آمریکای لاتین است و در برانکس بزرگ شده‌است، و ریشهٔ پورتوریکو دارد. او یک پزشک و متخصص جراحی تراما است که به عنوان یکی از اعضای پیشین تیم مردان ایکس محسوب می‌شود. او عضو یکی از زیرشاخه‌های بشریت با نام جهش‌یافته‌ها به‌شمار می‌رود که با توانایی‌های ابرانسانی شامل خلق سپر انرژی در اطراف بدن خود به دنیا آمده‌است. بر خلاف دیگر اعضای گروه مردان ایکس، او علاقه‌ای به ابرقهرمان‌ها ندارد و تنها خواسته‌اش داشتن یک زندگی عادی است.
آلیس براگا در فیلم جهش‌یافته‌های جدید (۲۰۲۰) به کارگردانی جاش بون وظیفه بازی در این نقش را بر عهده دارد.